# Elezioni parlamentari in Belgio del 2010
Le elezioni parlamentari in Belgio del 2010 si tennero il 13 giugno per il rinnovo del Parlamento federale (Camera dei rappresentanti e Senato).
L'esito elettorale aprì un lungo periodo di stallo, durante il quale rimase in carica ad interim il governo uscente guidato da Yves Leterme, espressione dei Cristiano-Democratici e Fiamminghi. Al termine delle consultazioni, Primo ministro divenne Elio Di Rupo, espressione del Partito Socialista.

## Risultati

### Camera dei rappresentanti
| Liste                                                  | Voti      | %     | Seggi |
| ------------------------------------------------------ | --------- | ----- | ----- |
| Nuova Alleanza Fiamminga                               | 1 135 617 | 17,40 | 27    |
| Partito Socialista                                     | 894 543   | 13,70 | 26    |
| Cristiano-Democratici e Fiamminghi                     | 707 986   | 10,85 | 17    |
| Movimento Riformatore                                  | 605 617   | 9,28  | 18    |
| Partito Socialista Differente                          | 602 867   | 9,24  | 13    |
| Liberali e Democratici Fiamminghi Aperti               | 563 873   | 8,64  | 13    |
| Vlaams Belang                                          | 506 697   | 7,76  | 12    |
| Centro Democratico Umanista                            | 360 441   | 5,52  | 9     |
| Ecolo                                                  | 313 047   | 4,80  | 8     |
| Verdi                                                  | 285 989   | 4,38  | 5     |
| Lista Dedecker                                         | 150 577   | 2,31  | 1     |
| Partito del Lavoro del Belgio                          | 101 088   | 1,55  | –     |
| Partito Popolare                                       | 84 005    | 1,29  | 1     |
| Wallonie d'Abord                                       | 36 642    | 0,56  | –     |
| Rassemblement Wallonie France                          | 35 743    | 0,55  | –     |
| Fronte Nazionale                                       | 33 591    | 0,51  | –     |
| Fronte delle Sinistre (PC - LCR - PSL - CAP - PH - PV) | 20 734    | 0,32  | –     |
| Unione Belga (BUB - CDF)                               | 20 665    | 0,32  | –     |
| FN+                                                    | 11 553    | 0,18  | –     |
| Pro Bruxelles                                          | 7 201     | 0,11  | –     |
| Partito Socialista di Sinistra                         | 6 791     | 0,10  | –     |
| Partito Pensionati                                     | 6 688     | 0,10  | –     |
| Vivant                                                 | 6 211     | 0,10  | –     |
| Altri <0,10%                                           | 29 201    | 0,45  | –     |
| Totale                                                 | 6 527 367 | 100   | 150   |

- Risultano da una sommatoria i voti del Partito del Lavoro del Belgio, che include: 52.918 voti (PvdA, circoscrizioni delle Fiandre); 38.857 voti (PTB, circoscrizioni della Vallonia); 9.313 (PTB/PVDA, circoscrizione di Bruxelles-Hal-Vilvorde).

### Senato
| Liste                                    | Voti      | %     | Seggi |
| ---------------------------------------- | --------- | ----- | ----- |
| Nuova Alleanza Fiamminga                 | 1 268 780 | 19,61 | 9     |
| Partito Socialista                       | 880 828   | 13,62 | 7     |
| Cristiano-Democratici e Fiamminghi       | 646 375   | 9,99  | 4     |
| Partito Socialista Differente            | 613 079   | 9,48  | 4     |
| Movimento Riformatore                    | 599 618   | 9,27  | 4     |
| Liberali e Democratici Fiamminghi Aperti | 533 124   | 8,24  | 4     |
| Vlaams Belang                            | 491 547   | 7,60  | 3     |
| Ecolo                                    | 353 111   | 5,46  | 2     |
| Centro Democratico Umanista              | 331 870   | 5,13  | 2     |
| Verdi                                    | 251 546   | 3,89  | 1     |
| Lista Dedecker                           | 130 779   | 2,02  | –     |
| Partito Popolare                         | 98 858    | 1,53  | –     |
| Wallonie d'Abord                         | 62 251    | 0,96  | –     |
| Partij van de Arbeid van België          | 53 995    | 0,83  | –     |
| Parti du Travail de Belgique             | 51 065    | 0,79  | –     |
| Rassemblement Wallonie France            | 40 393    | 0,62  | –     |
| Altri <0,50%                             | 61 884    | 0,96  | –     |
| Totale                                   | 6 469 103 | 100   | 40    |